# Sphaerodactylus parkeri
Sphaerodactylus parkeri är en ödleart som beskrevs av  Grant 1939. Sphaerodactylus parkeri ingår i släktet Sphaerodactylus och familjen geckoödlor. Inga underarter finns listade i Catalogue of Life.